# Krzysztof Wójtowicz
Krzysztof Wójtowicz (ur. 1947) – polski prawnik, profesor nauk prawnych, nauczyciel akademicki Uniwersytetu Wrocławskiego, specjalista w zakresie prawa konstytucyjnego, prawa międzynarodowego publicznego i prawa europejskiego, prorektor Uniwersytetu Wrocławskiego.

## Życiorys
W l. 1990-91 stypendysta Fulbrighta na University of Virginia (Charlottesville, USA).
W 1996 na Wydziale Prawa i Administracji Uniwersytetu Wrocławskiego na podstawie dorobku naukowego oraz rozprawy pt. Uprawnienia nadzwyczajne prezydenta Stanów Zjednoczonych otrzymał uzyskał stopień doktora habilitowanego nauk prawnych w zakresie prawa, specjalność: prawo konstytucyjne. W 2013 prezydent RP nadał mu tytuł naukowy profesora nauk prawnych. Został profesorem nadzwyczajnym Uniwersytetu Wrocławskiego. Objął stanowisko kierownika Katedry Prawa Międzynarodowego i Europejskiego na Wydziale Prawa, Administracji i Ekonomii UWr oraz prorektora Uniwersytetu Wrocławskiego.
Pod jego kierunkiem stopień naukowy doktora uzyskali m.in. Robert Grzeszczak, Agnieszka Frąckowiak-Adamska, Elżbieta Karska i Tomasz Tadeusz Koncewicz.
Do marca 2016 był członkiem Komitetu Redakcyjnego czasopisma Przegląd Sejmowy. Został odwołany z tego stanowiska przez szefa Kancelarii Sejmu Lecha Czaplę wraz z pozostałymi członkami komitetu.

## Publikacje
- Constitutional Courts and European Union Law (2014)
- Sądy konstytucyjne wobec prawa Unii Europejskiej (2012)
- Uprawnienia nadzwyczajne prezydenta Stanów Zjednoczonych (1995)
- Partia w mechanizmie władz państw Afryki Wschodniej (1980)[5]